# Bataille du Cap-Français (1793)
Pour les articles homonymes, voir Bataille du Cap-français.
Révolution haïtienne
Batailles
Insurrections (1791-1793)
- Bois-Caïman
- Croix-des-Bouquets
- Morne Pelé
- 1re La Tannerie
- Port-au-Prince
- Le Cap-français

Interventions espagnoles et britanniques (1793-1798)
- 2e La Tannerie
- Marmelade
- Saint-Michel-de-l'Attalaye
- Ennery
- 3e La Tannerie
- Fort-Dauphin
- 1re Tiburon
- L'Acul
- La Bombarde
- 2e Tiburon
- Les Gonaïves
- Port-Républicain
- 1re Dondon
- Massacre de Fort-Dauphin
- Saint-Marc
- Léogane
- Saint-Raphaël
- Trutier
- 3e Tiburon
- 1re Verrettes
- Grande-Rivière
- Mirebalais
- Las Cahobas
- 2e Verrettes
- Petite-Rivière
- 2e Dondon
- 1re Les Irois
- Jean-Rabel
- 2e Les Irois

Guerre des couteaux (1799-1800)
- Jacmel

Expédition de Saint-Domingue (1802-1803)
- La Ravine-à-Couleuvres
- Kellola
- Plaisance
- La Crête à Pierrot
- Noyades du Cap-Français
- Port-au-Prince
- Vertières
- Massacres de 1804 en Haïti

La bataille du Cap-Français se déroula du 20 au 22 juin 1793, pendant la révolution haïtienne, dans la ville de Cap-Français, capitale de la colonie française de Saint-Domingue.

## Prélude

### Arrivée des commissaires à Saint-Domingue
Le 17 septembre 1792, les commissaires Léger-Félicité Sonthonax, Étienne Polverel et Jean-Antoine Ailhaud débarquent au Cap-Français avec 6 000 hommes de l'armée républicaine française. Ils ont pour mission de pacifier Saint-Domingue et de faire appliquer la loi du 4 avril qui proclame le droit de vote pour les personnes libres, y compris les noirs et les mulâtres, et impose la dissolution de l'assemblée coloniale uniquement composée de blancs,. 
Le jour même de leur arrivée, les commissaires proclament:

« Invariablement attachés aux lois que nous venons faire exécuter, nous déclarons, au nom de l'Assemblée nationale et du roi, que nous ne connaîtrons désormais que deux classes d'hommes dans la colonie de Saint-Domingue : les citoyens, sans aucune distinction de couleur, et les esclaves. »

Sonthonax reste en poste au Cap-Français, Polverel de son côté part en inspection à Port-au-Prince en octobre. Ailhaud se rend au sud de la colonie mais malade des suites du climat, il regagne rapidement la France.

### Opérations militaires contre les esclaves révoltés
Les 6 000 soldats français, composés d'une moitié de troupes de ligne et d'une moitié de volontaires, ont pour mission de réprimer les insurrections des esclaves noirs révoltés dans le nord-ouest de l'île et commandés par Jean-François et Biassou. Mais ces troupes, peu habituées au climat, sont rapidement décimées par la fièvre jaune. Deux mois après leur débarquement, écrit le général Lacroix, sur ces 6 000 hommes, « 3 000 étaient moissonnés ».
L'ensemble des forces républicaines françaises est placé sous le commandement du général Étienne Maynaud Bizefranc de Lavaux, celui-ci entre en campagne contre les esclaves révoltés et en janvier 1793, il les bat lors des batailles de Morne Pelé et de La Tannerie et reconquiert rapidement les plaines du nord. Mais les insurgés s'allient aux Espagnols et sont intégrés comme auxiliaires dans leur armée, dans les mois qui suivent les Français commencent à perdre le terrain conquis.

### Position des commissaires vis-à-vis de l'esclavage
Sonthonax et Polverel sont des proches de Brissot, abolitionniste notoire et membre de la Société des amis des Noirs. Les commissaires sont eux-mêmes membres du club des Jacobins et ceux-ci favorisent la création de clubs révolutionnaires à Saint-Domingue qui attire de nombreux colons de condition modestes voir pauvres, appelés les « petits blancs ». Inversement les riches propriétaires d'esclaves, appelés les « grands blancs », généralement royalistes, leur sont vite hostiles.
Bien qu'eux-mêmes abolitionnistes, Sonthonax et Polverel n'ont aucune autorité pour abolir l'esclavage, d'autant plus que le gouvernement français n'avait nullement l'intention de le faire. Sonthonax n'est également pas favorable à une abolition immédiate car il estime dans une lettre écrite à Brissot que cela « conduirait inévitablement au massacre de tous les Blancs ».

### Déportation des gouverneurs et dissolution de l'Assemblée coloniale

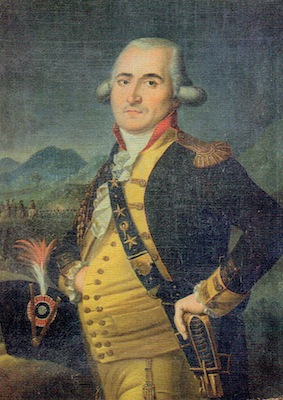
Portrait de Philippe François Rouxel de Blanchelande, huile sur toile de François Malepart de Beaucourt, vers 1790.

Selon la loi du 10 août, toute personne qui s'oppose aux commissaires est déclarée « traître à la patrie ». Les commissaires avaient tout pouvoir pour déporter leurs opposants. Sonthonax en particulier fait arrêter dès le 20 septembre le gouverneur Philippe François Rouxel de Blanchelande soupçonné de complot qui est déporté en France où il est guillotiné le 11 avril 1793. Il est remplacé par le général d'Esparbès, mais ce dernier, royaliste, tente de provoquer une insurrection lorsqu'il apprend la chute de la monarchie lors de la Journée du 10 août 1792. Arrêté, il est à son tour déporté.
Le 12 octobre, l'assemblée coloniale est dissoute car entièrement composée de blancs, elle est remplacée par une commission mêlant blancs et gens de couleur libres. Cette mesure provoque l'adhésion des Libres de couleurs aux commissaires. Sonthonax leur donne des grades et des emplois et tient également à intégrer des officiers mulâtres au régiment du Cap, alors entièrement composé de blancs. Ces derniers accueillent très mal cette mesure. Au cours d'une parade en ville, mulâtres et blancs du régiment du Cap s'affrontent lors d'une fusillade. L'autorité des commissaires ne peut être rétablie que grâce à l'aide du général Lavaux,.

### Montée du mécontentement des colons contre les commissaires

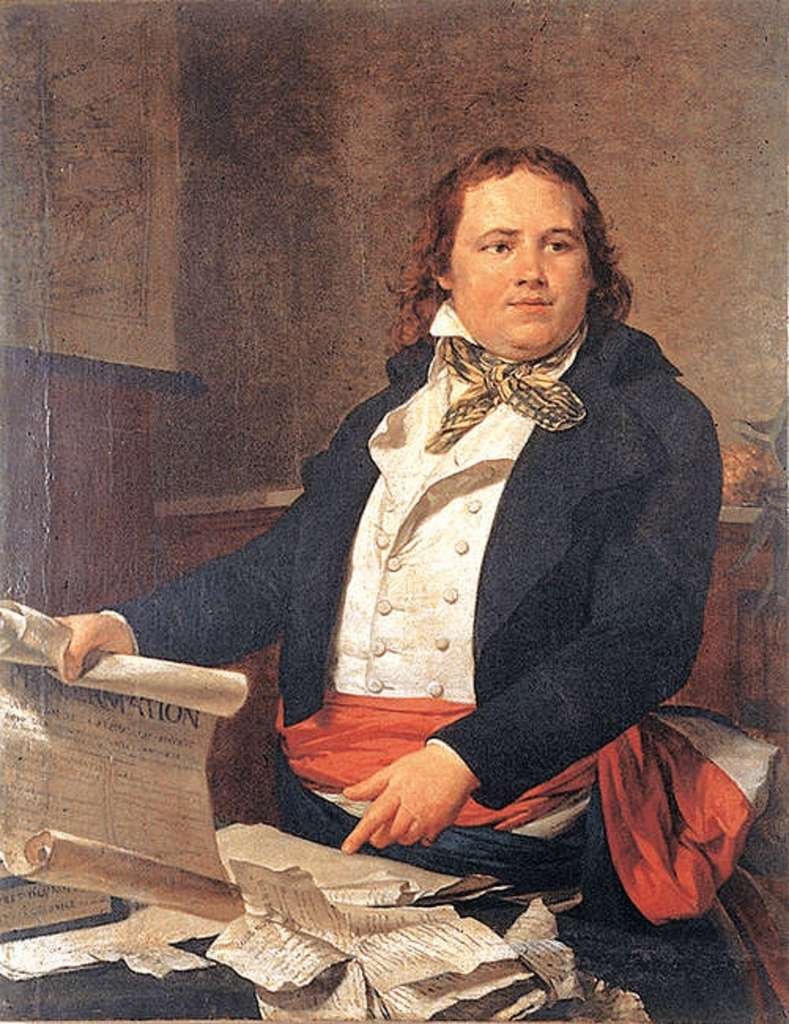
Léger-Félicité Sonthonax

Ces mesures, favorables aux mulâtres et aux libres de couleur provoque l'irritation des « grands Blancs » qui craignent l'abolition de l'esclavage, à cette période une lettre anonyme circule parmi eux:

« N'en doutez pas, messieurs, j'en suis sûr et je vous le jure sur l'honneur, le travail est prêt à l'Assemblée nationale, et il sera prononcé aussitôt que les commissaires se seront emparés de toutes les autorités... Le projet de cette Assemblée est d'affranchir tous les Nègres dans toutes le colonies françaises; de poursuivre l'affranchissement dans toutes les colonies étrangères avec les premiers affranchis, et de porter la révolte, et successivement l'indépendance dans tout le Nouveau Monde... Repoussez, messieurs, repoussez ces tigres altérés de sang. »

Bien que ce message soit globalement faux, les colons se montrent de plus en plus hostiles aux commissaires. Les « petits blancs », républicains, leur étaient d'abord favorables, mais il se montrent aussi hostiles que les « grands Blancs » aux mulâtres et aux hommes libres de couleurs qu'ils détestent encore plus que les premiers. Aussi les « grands Blancs » et les « petits Blancs », auparavant ennemis, s'allient contre les commissaires, les mulâtres et les gens libres de couleurs.

### Premières révoltes
Le 25 janvier 1793, à Port-au-Prince, les colons, menés par Borel, arment leurs esclaves, s'allient aux soldats du régiment d'Artois et se rendent maîtres de la ville. Les colons envoient alors un courrier à Londres et se déclarent prêts à passer sous la suzeraineté la de Grande-Bretagne en échange de la conservation de leurs lois. Les troupes fidèles aux commissaires commandées par les généraux Lassale et Beauvais mettent alors le siège devant Port-au-Prince qui est reprise le 14 avril 1793,.
Les colons de Jérémie au sud de l'île se révoltent à leur tour, ils forment un gouvernement qui prend le nom de « Fédération de la Grande Anse », arment leurs esclaves et font massacrer les libres de couleur, dont les têtes sont portées sur des piques et exposées au fort Lapointe. Le conseil d'administration forme une armée composée de Blancs commandés par La Chaise et de Noirs commandés par Noël Bras. Afin de réprimer cette rébellion, les commissaires organisent également une armée commandée par le mulâtre André Rigaud. Les mulâtres et les libres de couleur arment également leurs esclaves et menés par Rigaud, prennent possession de Jacmel mais ils ne parviennent pas à prendre Jérémie,.

## L'insurrection des Blancs au Cap

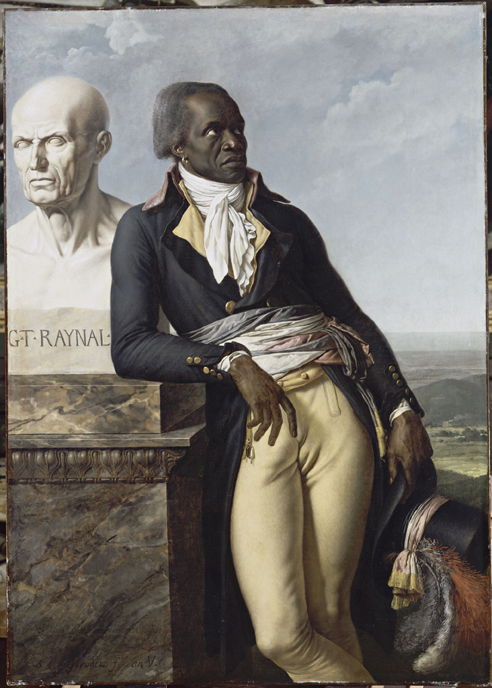
Jean-Baptiste Belley
huile sur toile de Girodet-Trioson, 1798,
Musée de l'Ermitage.

Le 7 mai 1793, alors que les commissaires sont occupés à combattre la rébellion au sud, le général de brigade François Thomas Galbaud-Dufort, de l'armée républicaine, débarque à Cap-Français afin d'y occuper le poste de gouverneur. Cette nomination suscite l'espoir des colons car Galbaud ne se montre guère favorable aux mulâtres et aux libres. Les colons montrent de plus en plus ouvertement leur opposition aux commissaires, et Sonthonax et Polverel doivent regagner précipitamment le Cap-Français le 10 juin. Les blancs et les mulâtres sont alors au bord de l'affrontement.
Les commissaires commencent par évincer Galbaud, celui-ci est créole ; or, selon la loi d'avril, les créoles ne peuvent assurer des fonctions publiques dans les colonies. Galbaud se soumet et le 13 juin, il s'embarque à bord du navire Normandie qui doit partir pour la France. Ce départ désespère les colons mais le mécontentement gagne aussi les marins et les soldats de la marine républicaine. Une dispute avait opposé un officier de marine à un mulâtre, les marins s'en plaignent aux commissaires mais ceux-ci refusent d'intervenir dans l'affaire ce qui provoque la colère des marins. Leur ressentiment contre les commissaires augmente d'autant plus qu'ils supportent mal l'interdiction qui leur a été faite de rester à terre la nuit tombée. Peu après un navire entrait dans la rade du Cap transportant 25 à 30 colons et environ 40 soldats du régiment d'Artois faits prisonniers lors de l'insurrection de Port-au-Prince et qui devaient être déportés pour la France « pour apprendre à perdre leur préjugé de couleur ». Il y avait, selon un observateur, 500 planteurs détenus dans les navires en rade qui selon lui « n'avaient rien fait de mal sinon d'être blancs et, surtout, propriétaires terriens »,.
Exaspérés, les colons et les marins envoient une délégation à Galbaud le 19 juin lui demandant de prendre la tête de l'insurrection qui se prépare contre les commissaires et les mulâtres. Galbaud accepte et dans la nuit du 19 au 20 juin, il débarque à Cap-français avec les marins auxquels se joignent les colons, bientôt Galbaud se retrouve à la tête de 2 000 à 3 500 hommes. 
Alertés, les soldats mulâtres prennent les armes, bien décidés à défendre les commissaires. Des combats de rues acharnés s'engagent, mais malade, le général Lavaux ne peut venir assurer le commandement qui est alors confié par les commissaires au colonel mulâtre Antoine Chanlatte, secondé par l'officier noir Jean-Baptiste Belley, dit « Mars Belley ».

## Offensive des esclaves aux ordres des commissaires

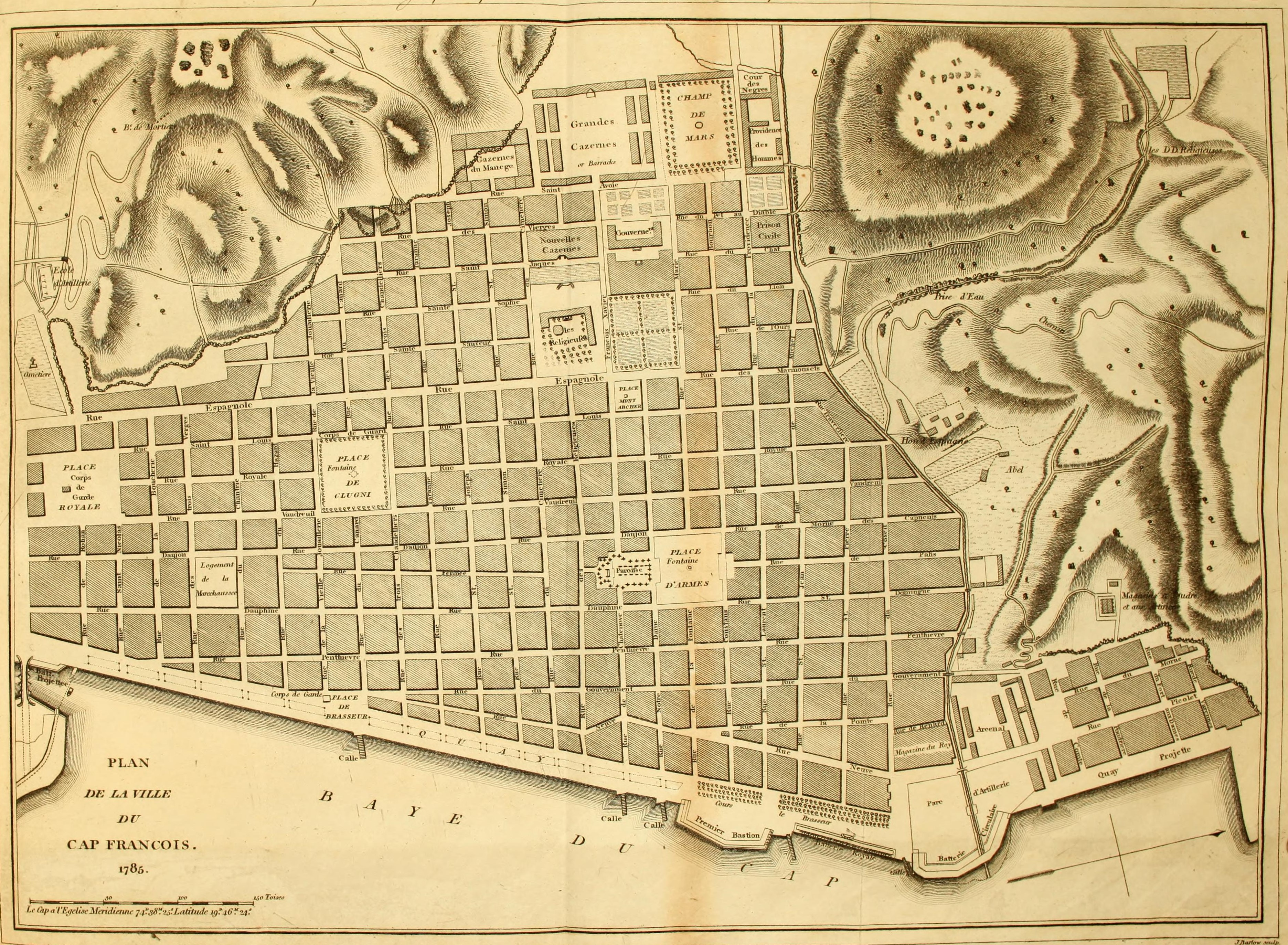
Plan de la ville du Cap-Français en 1785.

Après deux jours de combats, les commissaires évacuent Le Cap et se replient à Haut du Cap, ils établissent leur quartier général à la plantation Bréda. À bout de forces, les deux commissaires décident d'appeler à l'aide les esclaves révoltés contre lesquels ils avaient autrefois combattu. Sonthonax rédige une proclamation à leur encontre:

« Nous déclarons que la volonté de la République française et de ses délégués est de donner la liberté à tous les guerriers nègres qui combattront pour la République sous les ordres des commissaires civils, contre l'Espagne ou d'autres ennemis, qu'ils soient intérieurs ou extérieurs... Tous les esclaves déclarés libres par la République seront égaux à tous les hommes libres, ils jouiront des droits des citoyens français. »

La proclamation est confiée à l'officier mulâtre Antoine Chanlatte qui, accompagné de deux aventuriers blancs, de Ginioux et Galineux Degusy, la remet aux esclaves rebelles qui campaient sur les hauteurs de Morne du Cap.

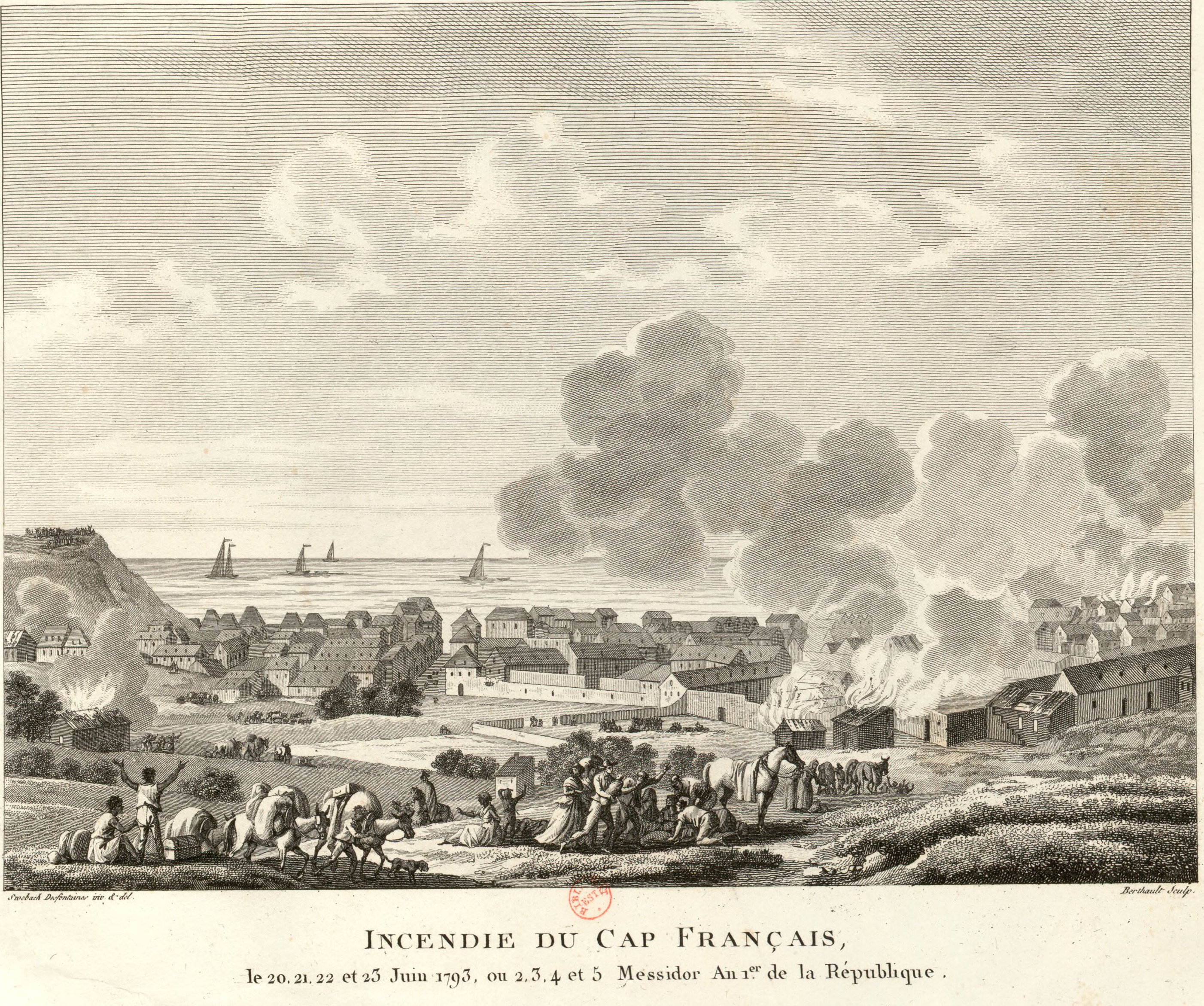
Incendie du Cap Français, gravure de Pierre-Gabriel Berthault et Jacques François Joseph Swebach-Desfontaines, 1802.

Le 21 juin, 10 000 esclaves rebelles commandés par Macaya et Pierrot fondent sur Cap-Français, où les Blancs insurgés sont complètement débordés. Ceux-ci prennent la fuite et s'embarquent sur les navires dans une grande confusion ; dans la retraite, des matelots s'enivrent et pillent plusieurs des maisons et boutiques qu'ils occupaient. 
Les combats du 21 juin sont les plus sanglants, on relève 500 cadavres, plusieurs tombent ou sont jetés à la mer où ils sont dévorés par les requins. Les commissaires décident d'envoyer le fils de Polverel afin de négocier avec les insurgés. Mais Galbaud refuse toute discussion et retient prisonnier l'émissaire ; peu de temps après, le frère de Galbaud est pris par les hommes fidèles aux commissaires. Sonthonax est prêt à accepter un échange des prisonniers mais Polverel refuse, selon des témoins, les larmes aux yeux il déclare : « Non, mon fils ne peut pas être échangé contre un coupable »,.
Dans la confusion, un groupe de Noirs tente d'incendier une prison afin d'y délivrer plusieurs des leurs, tenus prisonniers, mais les flammes gagnent d'autres maisons et de nombreuses habitations de ce qui était considéré comme la plus belle des villes des Antilles sont détruites,.

## Conclusion
Le 24 juin, Galbaud et les rescapés, au nombre de plusieurs milliers, s'embarquent sur les vaisseaux l'Éole et le Jupiter et plusieurs frégates en rade du Cap, commandés par le contre-amiral Pierre César Charles de Sercey; de là ils gagnent le port d'Hampton à l'embouchure de la baie de Chesapeake, aux États-Unis, où ils trouvent refuge.

Les Commissaires reprennent possession du Cap-Français, mais la ville surnommée « le Joyau des Antilles » est détruite aux cinq sixièmes. Néanmoins, ils espèrent gagner le ralliement des esclaves rebelles, mais ils sont vite déçus. Certains acceptent, mais la majorité de ceux-ci ont regagné les montagnes avec leur butin. Des courriers sont envoyés à Jean-François et Biassou, mais ceux-ci refusent de reconnaître la République, ils se déclarent royalistes et sujet du Roi d'Espagne, étant donné que le Roi de France avait été exécuté. Contacté, Toussaint Louverture refuse de rallier des « traîtres républicains » et écrit que « les Noirs voulaient servir sous un roi et le Roi d'Espagne lui offrait sa protection ». Macaya avait aidé les commissaires, mais il refuse également et déclare:

« Je suis le sujet de trois rois; le roi du Congo, maître de tous les Noirs ; le roi de France qui représente mon père ; le roi d'Espagne qui représente ma mère. Ces trois rois sont les descendants de ceux qui, guidés par une étoile, sont venus adorer le Dieu fait Homme. »